# Amuro Ray
Amuro Ray (アムロ・レイ, Amuro Rei) est un personnage de fiction qui apparaît dans les premières séries de la franchise Gundam, à savoir Mobile Suit Gundam, Mobile Suit Zeta Gundam et Mobile Suit Gundam : Char contre-attaque. Il est doublé par Tōru Furuya au Japon.

## Origine et enfance du personnage
Amuro est le héros de l’anime Mobile Suit Gundam. C’est le fils de Tem Ray, l’initiateur et le responsable du projet V, dont le but est de fournir des prototypes de Mobile Suit expérimentaux – nommées Gundam – à la Fédération terrienne dans sa lutte contre le duché de Zeon. Au tout début de la série, Amuro n’est qu’un civil de quinze ans vivant sur Side 7, une des rares colonies spatiales à avoir encore été épargnée par la guerre d’indépendance de Zeon. Ses meilleurs amis sont à l’époque Fraw Bow et Hayato Kobayashi, du même âge que lui. Amuro est une sorte d’otaku passionné de technologie dont la principale occupation est la construction d’un robot en forme de ballon de basket nommé Haro.
Son enfance fut quelque peu mouvementée. Il est né sur la Terre à Prince-Rupert et est le fils de Tem et Kamaria Ray. Mais durant son enfance, le père d’Amuro est mandé par la Fédération terrienne pour mener des recherches sur un nouvel armement, sous couvert de reconstruction des colonies. Sa femme refusa de le suivre (l’histoire suggère qu’elle avait un amant) et seul son fils l’accompagna dans l’espace. D’ailleurs, quand Amuro retrouvera sa mère durant la guerre d’indépendance, le courant ne passera pas très bien entre eux, cette dernière n’acceptant pas la carrière de militaire de son fils.
Lors de sa vie dans l’espace, Amuro fut souvent très seul car son père était très souvent absent ; cela explique son caractère réservé, voire marginal, et les longues heures passées seul à la maison à réparer toute sorte de gadgets. Heureusement, sa voisine Fraw Bow se prit d’amitié pour lui et atténua sa solitude – une relation qui perdurera même pendant la guerre.

## Histoire du personnage dans la série

### Mobile Suit Gundam
L’intrigue de Mobile Suit Gundam commence lorsque Char Aznable, un gradé de Zeon, envoie en mission de reconnaissance sur Side 7 un groupe de Mobile Suit. Mais durant la mission, une des recrues du groupe décide carrément d’attaquer la colonie. Dans la confusion, Amuro se retrouve aux commandes d’un des prototypes Gundam ; simplement grâce au manuel et à son intuition, il réussit à piloter la machine et à défaire deux ennemis, mais il détruit presque entièrement Side 7, manquant encore d’expérience.
Remarquant son potentiel évident, un militaire nommé Bright Noa recrute Amuro (contre son gré) sur son vaisseau – le White Base – et l’enverra ensuite à de nombreuses reprises combattre les forces de Zeon avec son Gundam. Durant l’une de ces batailles, Amuro se bat pour la première fois contre Char. Étant encore novice, il parvient tout juste à s’en tirer indemne, sans avoir pu porter le moindre coup à son adversaire.
Plus tard, l’unité d’Amuro s’établit sur la Terre. Cependant, les relations du héros avec ses coéquipiers se détériorent quelque peu, tandis que ses talents de pilotes deviennent évidents ; ces tensions conjuguées à son attitude introvertie mais parfois arrogante finissent par le convaincre de déserter. Pourtant, lorsqu’il découvre que Ramba Ral projette de mener une attaque sur le White Base, Amuro se précipite au secours de ses amis. Il fait encore la démonstration de ses capacités en détruisant l’unité d’élite de Zeon, les Black Tri-Stars, même si la mort de Matilda Ajan eut un profond effet sur le héros, lui faisant réaliser que la guerre pouvait toucher n’importe qui, même ceux qu’il aime.
Vers les deux tiers de la série, Amuro est devenu un pilote chevronné et expérimenté, ainsi qu’un membre clé de l’équipe du White Base. Tout comme Char Aznable, il acquiert d’ailleurs un surnom durant la guerre d’indépendance de Zeon : le Démon blanc (白い悪魔, Shiroi Akuma), sobriquet qui lui est attribué après sa victoire sur quatorze Mobile Suits ennemis lors de la bataille de Solomon.
Char Aznable se pose comme le grand rival d’Amuro ; ils s’affrontent ainsi de nombreuses fois dans la série. Cependant, la mort de Lalah Sune – une jeune fille très proche des deux ennemis – lors d’un de leurs affrontements transforme cette rivalité en véritable haine : Amuro ne peut se pardonner de l’avoir accidentellement tuée et reproche à Char de l’avoir mêlée au conflit. Le point culminant de cette animosité survient lors de la bataille d’A Baoa Qu'où, après avoir détruit leurs Mobile Suit, ils continuent l’affrontement dans un corps à corps sanglant. Sayla Mass mettra fin au duel en s’interposant, mais pas avant que les deux protagonistes ne se transpercent mutuellement à l’épée : Amuro dans le bras et Char à travers son casque (ce qui lui vaudra sa cicatrice au front).
Enfin, on peut noter qu’Amuro est le premier « newtype » de la Fédération à se rendre célèbre, grâce à son Mobile Suit expérimental (le Gundam RX-78-2) et à la diffusion télévisée de son combat sur Side 6, où il défait neuf ennemis en moins de trois minutes.

### Mobile Suit Zeta Gundam
Dans Mobile Suit Zeta Gundam, Amuro est arrêté par le gouvernement peu de temps après la fin de la guerre, ce dernier se méfiant des newtypes. Bien que son lieu de « détention » soit une villa luxueuse et qu’il soit officiellement libre de ses mouvements, il est en fait surveillé de près par des agents fédéraux. Il travaille donc comme professeur dans une académie de pilotage de Mobile Suit (nommée Cheyenne) jusqu’à ce que le conflit de Gryps se déclenche. Néanmoins, Amuro souffre durant cette période des traumatismes de la guerre d’indépendance de Zeon et des remords qu’il ressent toujours pour avoir tué Lalah Sune.
Durant le conflit de Gryps, Amuro reçoit la visite de son amie de toujours Fraw Bow, alors enceinte. Durant cette visite, elle parvient à ranimer l’esprit de combat d’Amuro et l’aide à s’échapper malgré la surveillance des agents du gouvernement. Il rejoint alors un groupe de résistants nommé Karaba et en devient rapidement un membre clé ; il participe en effet à plusieurs missions vitales, dont l’attaque contre le quartier général des Titans sur le mont Kilimandjaro et l’assaut sur le congrès de la Fédération à Dakar.
Après cette guerre, il est mentionné dans Mobile Suit Gundam ZZ qu’il part combattre le premier mouvement Neo Zeon. Plus tard, il rejoint une unité de la Fédération nommée Londo Bell – dirigée d’ailleurs par Bright Noa.

### Mobile Suit Gundam: Char contre-attaque
Le film Mobile Suit Gundam : Char contre-attaque relate les événements survenant avec le second mouvement Neo Zeon. À ce moment-là, Amuro est membre du groupe Londo Bell où il dirige la flotte de Mobile Suit sur le vaisseau Ra Cailum. Il pilote alors un Gundam nommé RGZ-91 Re-GZ, avec lequel il rivalise contre Char Aznable et Gyunei Guss ; cela n’empêche pas Neo Zeon de prendre au début le dessus dans le conflit. Plus tard, Anaheim Electronics lui livre alors un Mobile Suit d’un nouveau genre : le RX-93 Nu Gundam, conçu en étroite collaboration avec Amuro. Malgré tout, le fait qu’il soit seulement lieutenant à ce stade de la saga montre que le gouvernement continue à se méfier des newtypes.
Lors de la bataille d’Axis, après avoir défait et capturé Char, Amuro tente seul de détourner l’astéroïde Axis de la trajectoire de la Terre, en le poussant avec son Gundam. Impressionnés par son courage, d’autres Mobile Suit viennent lui prêter main-forte (y compris des soldats de Neo Zeon). Bien qu’il réussisse ce sauvetage, le choc fut trop violent pour la structure de son Gundam. Le sort d’Amuro et de Char n’est pas révélé dans le film, même si la nouvelle qui en est tirée confirme leur mort à tous deux.

## Relations

### Avec Lalah
Amuro rencontre pour la première fois Lalah Sune, une newtype artificielle dans les environs de Side 6, et il se lie immédiatement d’amitié avec elle. Il ressent plus tard ses facultés de newtype lorsqu’il affronte Char Aznable et son Gelgoog sur la colonie Side 5, ce qui le marque étrangement. Leurs rapports se terminent dramatiquement lorsque Amuro tue accidentellement Lalah ; elle s’interpose en effet avec son Mobile Suit Elmeth pour protéger Char au prix de sa vie.
Leur relation est essentiellement platonique : Amuro se sent souvent seul et est incompris de ses coéquipiers, notamment car il est un newtype, et Lalah (dans la même situation que lui) est la seule personne à laquelle il peut réellement se confier. Le résultat de cette profonde relation fut qu’Amuro conçut une vraie haine envers Char pour l’avoir mêlée à la guerre. Ce souvenir de la mort de Lalah le hantera souvent et le culpabilisera au point qu’il refusera un moment de retourner dans l’espace de peur de voir son fantôme. Il surmontera néanmoins ses remords et conversera même avec elle en esprit, perturbant au passage ses rapports avec d’autres admiratrices comme Beltorchika Irma, Chan Agi et Quess Paraya.

### Avec Sayla
Bien que ce ne soit jamais clairement dit dans les séries, il est implicite qu’Amuro développe une relation intime avec Sayla Mass, un membre de son équipage. Ils ont en effet de nombreux points communs : tous deux ont été impliqués contre leur gré dans la guerre d’indépendance de Zeon et tous deux sont des newtypes. D’ailleurs, à la fin des séries, ils découvrent qu’ils ont la faculté de communiquer par télépathie.
La nouvelle tirée de Mobile Suit Gundam est encore plus explicite quant à une romance entre Amuro et Sayla. En effet, quelque temps après leur assignation sur le White Base, Amuro l’invite à un dîner, puis plus tard, Sayla rend visite à ce dernier et ils font l’amour, point de départ d’une relation très intense entre eux deux. Quand Amuro est tué à la toute fin de la série, ses pensées subsisteront un dernier moment pour dire à Sayla son amour pour elle et ses regrets de ne pouvoir rester à ses côtés toute sa vie. Elle reprochera aussi à son frère (Char) d’avoir tué l’homme qu’elle aimait.

## Importance dans la culture populaire
Bien qu’Amuro ne soit pas aussi populaire que Char Aznable, son nom est tout de même intimement associé à toute la franchise Gundam – son Gundam deviendra d'ailleurs l'icone de la série –, figurant régulièrement dans le top 10 des personnages les plus populaires de la franchise.
On peut ainsi noter qu’il figure dans plusieurs séries de Gundam où il n’est pourtant pas le personnage principal (tout comme Char d’ailleurs) : ses exploits entre la guerre d’indépendance de Zeon et le confit de Gryps restent de plus un mystère, tout comme ceux durant le conflit de Gryps et la première rébellion de Neo Zeon, où ses missions au sein de Karaba ne sont montrées qu’en filigrane de Zeta Gundam et Gundam ZZ. Il n’a pas non plus de rôle notable dans les OAV Mobile Suit Gundam 0080 : War in the Pocket, mais on y apprend que le nouveau Mobile Suit RX-78 Gundam NT-1 est conçu pour remplacer son RX-78-2, de plus en plus dépassé, et l’épisode 9 de Gundam Evolve laisse supposer qu’il possède un Zeta Gundam. Ces faits d’armes et ces désidératas ont fortement inspiré nombre de fans et d’artistes et sont un exemple de l’ancrage profond du personnage d’Amuro dans la franchise Gundam, au même titre que son rival Char Aznable.
L’importance culturelle du personnage et de son Gundam au Japon fut illustrée par leur représentation sur deux timbres, dans une série intitulée « Le Vingtième Siècle » sortie le 23 octobre 2000. Un second jeu de timbre titré « Héros et Héroïnes d’anime » inclut aussi Amuro en 2005 (ainsi que cinq autres personnages tirés de la franchise). De plus, un uniforme de la Fédération a été utilisé une fois sur une affiche électorale japonaise ; la presse l’avait à l’époque qualifiée « d’affiche Amuro », le figurant étant le seiyū du personnage.

## Apparition dans d’autres médias
Amuro Ray et ses Gundam sont jouables dans les jeux vidéo Dynasty Warriors: Gundam et Dynasty Warriors : Gundam 2. C’est aussi un personnage inconditionnel des jeux vidéo Super Robot Wars, bien qu’il n’apparaisse jamais dans les séries éponymes. Il y est présenté comme l’archétype du pilote de robots (plus précisément du genre real robots) – c’est-à-dire un héros impliqué malgré lui dans une guerre aux commandes d’un prototype très puissant –, au même titre que d’autres personnages très populaires comme Alcor ou Ryouma Nagare. D’ailleurs, dans tous les jeux de l’ère U.C. de Gundam, Amuro est présenté comme un pilote légendaire, révéré et respecté par tous les autres personnages.
On peut aussi noter que dans tous les jeux vidéo incluant à la fois Amuro et des personnages de l’anime Evangelion, Misato Katsuragi a toujours un faible pour lui ; c’est en fait un trait d’humour entre seiyū en allusion à Sailor Moon et Tuxedo Kamen, doublés par les mêmes comédiens.

## Annexe